# Holoparamecus barretoi
Holoparamecus barretoi es una especie de coleóptero de la familia Endomychidae.

## Distribución geográfica
Habita en Argentina.